# 크라쿠프
크라쿠프(폴란드어: Kraków, 독일어: Krakau 크라카우[*])는 폴란드 마워폴스카주의 주도이며, 비스와강에 접한 하항이다. 17세기 초반에 바르샤바로 수도를 옮길 때까지 폴란드-리투아니아 연방의 수도였다. 크라쿠프는 전통적으로 폴란드의 학문, 경제, 문화 및 예술 생활의 주요 중심지 중 하나였다. 유럽에서 가장 아름다운 도시 중 하나로 인용된 올드타운은 유네스코 세계 문화 유산으로 지정되었고, 폴란드에서 가장 많이 방문한 곳이다.
이 도시는 석기시대 정착지에서 폴란드에서 두 번째로 중요한 도시로 성장했다. 바벨 언덕에서 작은 마을로 시작하여 965년에 이미 중부 유럽의 번화한 무역 중심지로 보고되었다. 이 도시의 인구는 약 77만 명이며, 약 8백만 명의 추가 인원이 메인 광장 반경 100km 이내에 살고 있다.
크라쿠프에는 많은 중요한 기념물, 풍부한 건축물 및 교회가 있으며, 그 웅장함은 이탈리아, 독일 및 프랑스의 건축물과 일치한다. 언덕 위의 바벨 왕실 성은 폴란드에서 가장 큰 성 중 하나이며, 500년 동안 폴란드 군주의 석좌였다. 또한 주요 시장 광장은 유럽에서 가장 큰 중세 광장이다. 크라쿠프의 야기에우워 대학교는 중부 및 동유럽에서 두 번째로 오래된 대학이다.
1978년 크라쿠프 대주교인 카롤 보이티와(Karol Wojtyła)는 교황 요한 바오로 2세가 되었다. 크라쿠프는 2000년에 유럽 문화수도로 선정되었다. 크라쿠프는 2013년에 공식적으로 유네스코 문학 도시로 승인되었다. 이 도시는 2016년 7월 세계 청소년의 날을 주최했다.

## 역사
크라쿠프의 역사는 폴란드 왕국 성립 이전까지 거슬러 올라가며, 성립 시기는 8세기라고 전해진다.
바르샤바에 비해 전쟁의 타격이 현저히 덜했다고 한다.
크라쿠프 자유시

## 건축
바벨 성은 도시 남쪽 비스와강 상류에 위치하며, 성의 역사는 9세기 초부터 시작된다. 성 내부에는 중세의 갑옷, 검, 장신구, 초상화 등을 전시하고 있다. 특히 황금색의 돔으로 덮인 지그문트 예배당(Kaplica Zygmuntowska)은 르네상스 양식의 아름다움을 가장 잘 보여주는 아름다운 건물로서, 대성당 내부에는 폴란드 왕의 석관과 가치 있는 예술품들이 있다. 근처에 녹지공원이 조성되어 있어 경관이 수려하며 문 네 개와 기둥이 떠받치고 있는 복도가 있다. 화재 후에 고딕 양식의 바벨성은 1502년부터 1536년까지 르네상스 양식으로 개조되었다. 바벨성은 현재 박물관으로 쓰이고 있으며, 진기한 보물들이 많이 있다. 또한 지그문트 종이 유명하다. 성 마리아 교회(폴란드어: Kościół archiprezbiterialny Wniebowzięcia Najświętszej Marii Panny w Krakowie)는 크라쿠프에 세워진 고딕 양식의 교회이다. 특히 첨탑이 매우 아름다운데, 뉘른베르크 출신의 천재 조각가 바이트 슈토스(Wit Stwosz, 독일어:Veit Stoss)가 그의 제자들과 함께 12년 동안 만든 것이다. 교회 안의 조각상들은 12세기에서 19세기의 작품들이다.

## 인구
| 연도   | 인구    | ±%     |
| ------ | ------- | ------ |
| 1950   | 343,638 | —      |
| 1960   | 481,296 | +40.1% |
| 1970   | 583,444 | +21.2% |
| 1980   | 715,707 | +22.7% |
| 1990   | 750,540 | +4.9%  |
| 2000   | 758,715 | +1.1%  |
| 2010   | 756,183 | −0.3%  |
| 2020   | 779,966 | +3.1%  |
| source |         |        |

## 기후
| 크라쿠프 (요한 바오로 2세 크라쿠프 국제공항)의 기후                            | 크라쿠프 (요한 바오로 2세 크라쿠프 국제공항)의 기후 | 크라쿠프 (요한 바오로 2세 크라쿠프 국제공항)의 기후 | 크라쿠프 (요한 바오로 2세 크라쿠프 국제공항)의 기후 | 크라쿠프 (요한 바오로 2세 크라쿠프 국제공항)의 기후 | 크라쿠프 (요한 바오로 2세 크라쿠프 국제공항)의 기후 | 크라쿠프 (요한 바오로 2세 크라쿠프 국제공항)의 기후 | 크라쿠프 (요한 바오로 2세 크라쿠프 국제공항)의 기후 | 크라쿠프 (요한 바오로 2세 크라쿠프 국제공항)의 기후 | 크라쿠프 (요한 바오로 2세 크라쿠프 국제공항)의 기후 | 크라쿠프 (요한 바오로 2세 크라쿠프 국제공항)의 기후 | 크라쿠프 (요한 바오로 2세 크라쿠프 국제공항)의 기후 | 크라쿠프 (요한 바오로 2세 크라쿠프 국제공항)의 기후 | 크라쿠프 (요한 바오로 2세 크라쿠프 국제공항)의 기후 |
| 월                                                                             | 1월                                                 | 2월                                                 | 3월                                                 | 4월                                                 | 5월                                                 | 6월                                                 | 7월                                                 | 8월                                                 | 9월                                                 | 10월                                                | 11월                                                | 12월                                                | 연간                                                |
| ------------------------------------------------------------------------------ | --------------------------------------------------- | --------------------------------------------------- | --------------------------------------------------- | --------------------------------------------------- | --------------------------------------------------- | --------------------------------------------------- | --------------------------------------------------- | --------------------------------------------------- | --------------------------------------------------- | --------------------------------------------------- | --------------------------------------------------- | --------------------------------------------------- | --------------------------------------------------- |
| 역대 최고 기온 °C (°F)                                                         | 16.6 (61.9)                                         | 19.8 (67.6)                                         | 24.1 (75.4)                                         | 30.0 (86.0)                                         | 32.6 (90.7)                                         | 34.2 (93.6)                                         | 35.7 (96.3)                                         | 37.3 (99.1)                                         | 34.8 (94.6)                                         | 27.1 (80.8)                                         | 22.5 (72.5)                                         | 19.3 (66.7)                                         | 37.3 (99.1)                                         |
| 일평균 최고 기온 °C (°F)                                                       | 1.6 (34.9)                                          | 3.7 (38.7)                                          | 8.4 (47.1)                                          | 15.1 (59.2)                                         | 19.8 (67.6)                                         | 23.2 (73.8)                                         | 25.3 (77.5)                                         | 25.0 (77.0)                                         | 19.5 (67.1)                                         | 14.0 (57.2)                                         | 7.6 (45.7)                                          | 2.7 (36.9)                                          | 13.8 (56.8)                                         |
| 일일 평균 기온 °C (°F)                                                         | −1.6 (29.1)                                         | −0.2 (31.6)                                         | 3.5 (38.3)                                          | 9.3 (48.7)                                          | 14.0 (57.2)                                         | 17.6 (63.7)                                         | 19.3 (66.7)                                         | 18.9 (66.0)                                         | 13.9 (57.0)                                         | 8.8 (47.8)                                          | 3.8 (38.8)                                          | −0.5 (31.1)                                         | 8.9 (48.0)                                          |
| 일평균 최저 기온 °C (°F)                                                       | −4.7 (23.5)                                         | −3.7 (25.3)                                         | −0.8 (30.6)                                         | 3.7 (38.7)                                          | 8.5 (47.3)                                          | 12.2 (54.0)                                         | 13.8 (56.8)                                         | 13.4 (56.1)                                         | 9.2 (48.6)                                          | 4.7 (40.5)                                          | 0.6 (33.1)                                          | −3.4 (25.9)                                         | 4.5 (40.1)                                          |
| 역대 최저 기온 °C (°F)                                                         | −29.9 (−21.8)                                       | −29.5 (−21.1)                                       | −26.7 (−16.1)                                       | −7.5 (18.5)                                         | −3.2 (26.2)                                         | −0.1 (31.8)                                         | 5.4 (41.7)                                          | 2.7 (36.9)                                          | −3.1 (26.4)                                         | −7.4 (18.7)                                         | −17.2 (1.0)                                         | −29.5 (−21.1)                                       | −29.9 (−21.8)                                       |
| 평균 강수량 mm (인치)                                                          | 37.9 (1.49)                                         | 32.3 (1.27)                                         | 38.1 (1.50)                                         | 46.4 (1.83)                                         | 79.0 (3.11)                                         | 77.0 (3.03)                                         | 98.2 (3.87)                                         | 72.5 (2.85)                                         | 65.8 (2.59)                                         | 51.2 (2.02)                                         | 41.4 (1.63)                                         | 33.4 (1.31)                                         | 673.0 (26.50)                                       |
| 평균 강수일수 (≥ 0.1 mm)                                                       | 16.93                                               | 15.71                                               | 15.00                                               | 12.87                                               | 14.97                                               | 13.37                                               | 15.00                                               | 12.00                                               | 12.07                                               | 13.40                                               | 14.67                                               | 15.77                                               | 171.74                                              |
| 평균 강설일수 (≥ 0 cm)                                                         | 17.9                                                | 14.1                                                | 5.5                                                 | 0.8                                                 | 0.0                                                 | 0.0                                                 | 0.0                                                 | 0.0                                                 | 0.0                                                 | 0.3                                                 | 4.3                                                 | 11.9                                                | 54.8                                                |
| 평균 상대 습도 (%)                                                             | 85.8                                                | 82.5                                                | 76.3                                                | 69.9                                                | 72.0                                                | 72.7                                                | 73.2                                                | 74.5                                                | 80.2                                                | 83.8                                                | 87.7                                                | 87.5                                                | 78.8                                                |
| 평균 월간 일조시간                                                             | 43.3                                                | 63.2                                                | 100.5                                               | 136.9                                               | 200.8                                               | 193.5                                               | 210.5                                               | 200.7                                               | 125.4                                               | 97.7                                                | 48.8                                                | 32.1                                                | 1,453.4                                             |
| 출처 1: 폴란드 기상수자원관리연구소 (평년값: 1991년~2020년, 극값: 1951년~현재) |                                                     |                                                     |                                                     |                                                     |                                                     |                                                     |                                                     |                                                     |                                                     |                                                     |                                                     |                                                     |                                                     |
| 출처 2: Meteomodel.pl (극값 일부, 상대습도, 일조: 1971년~2000년)               |                                                     |                                                     |                                                     |                                                     |                                                     |                                                     |                                                     |                                                     |                                                     |                                                     |                                                     |                                                     |                                                     |

## 자매 도시
크라쿠프의 자매 도시다.
- 프랑스 보르도
- 프랑스 오를레앙
- 슬로바키아 브라티슬라바
- 페루 쿠스코
- 스코틀랜드 에든버러
- 모로코 페스
- 대한민국 경상북도 김천시
- 이탈리아 로마
- 독일 프랑크푸르트암마인
- 독일 라이피치히
- 스웨덴 예테보리
- 오스트리아 인스부르크
- 우크라이나 리비우
- 크로아티아 자그레브
- 헝가리 페치
- 미국 로체스터
- 미국 샌프란시스코
- 러시아 상트페테르부르크
- 스위스 졸로투른
- 조지아 트빌리시
- 리투아니아 빌뉴스

## 축제
- 라이코닉 축제 - 1240년대 몽골리아의 침략을 물리친 고사에서 유래한다.

## 같이 보기
- 마워폴스카